# Penyffordd
Penyffordd (Pen-y-ffordd in het Welsh) is een plaats in Wales, in het bestuurlijke graafschap Flintshire en in het ceremoniële behouden graafschap Clwyd. De plaats telt 3715 inwoners.